# Predeterminante
Se denomina predeterminante a la única clase de actualizador que puede preceder al artículo en la estructura del sintagma nominal español.
El único predeterminante que se encuentra en este caso es «todo» –incluidos sus derivados "toda, todos, todas"–, por ejemplo en "Todo el libro de inglés". El predeterminante concierta con el núcleo del sintagma nominal en número y género. Si no precede al artículo puede considerarse una categoría especial de determinantes cuantificadores extensivos: "Todo libro", "Toda persona".
Sintácticamente cabe interpretar el predeterminante como una palabra que ocupa la posición del especificador del sintagma determinante que tiene al artículo como núcleo sintáctico.
- Datos: Q6084201